# Südliche Dreiblattspiere
Die Südliche Dreiblattspiere (Gillenia stipulata) ist eine Pflanzenart aus der Gattung Gillenia.

## Merkmale
Die Südliche Dreiblattspiere ist eine ausdauernde, krautige Pflanze, die Wuchshöhen von 40 bis 100 Zentimeter erreicht. Die Stängel sind mehr oder weniger behaart. Die wechselständigen und sitzenden bis kurz gestielten Laubblätter sind dreizählig. Die sitzenden und eiförmigen, -lanzettlichen bis verkehrt-eiförmigen, -eilanzettlichen und spitzen bis zugespitzten Blättchen sind grob einfach oder doppelt gesägt. Die Blättchen der jungen, unteren Blätter sind fiederschnittig bis -teilig mit grob gezähnten bis geteilten Segmenten oder Lappen. Auf der Unterseite der Blättchen befinden sich mehr oder weniger weiche Drüsenhaare, die Oberseite ist leicht kurz behaart bis kahl. Die 10 bis 30 Millimeter langen Nebenblätter sind ausdauernd, blattartig, eiförmig, spitz und am Rand grob gesägt oder gelappt bis geteilt.
Die fünfzähligen und zwittrigen, gestielten Blüten mit doppelter Blütenhülle erscheinen einzeln oder in wenigblütigen Zymen, Rispen. Der Kelch besitzt kurze Zipfel, die an einem becherförmigen Blütenbecher sitzen. Die genagelten Kronblätter sind 10 bis 13 Millimeter lang, ausladend und meistens weiß. Es sind 10–20 kurze Staubblätter sowie fünf mittelständige, genäherte Stempel vorhanden.
Die Blütezeit liegt im Juli und August. Es werden kleine, mehrsamige, ledrige, etwa 6–7 Millimeter lange Balgfrüchte gebildet die in Sammelbalgfrüchten zusammenstehen. Die elliptischen bis schmal-eiförmigen Samen sind ca. 4–5 Millimeter lang und einseitig abgeflacht, ausgekehlt.

## Vorkommen
Die Südliche Dreiblattspiere kommt im Osten und Südosten der USA in trockenen bis feuchten, lichten Bergwäldern, Gebüschen und Felshängen vor.

## Nutzung
Die Südliche Dreiblattspiere wird selten als Zierpflanze für Gehölzränder und Staudenbeete genutzt.
Die Wurzel wird medizinisch genutzt unter anderem als Emetikum, ähnlich wie die Brechwurzel.